# Ali Hussein Shihab
Ali Hussein Shihab (àrab: علي حسين)  (Iraq, 5 de maig de 1961 - Bagdad, 26 d'octubre de 2016) fou un futbolista iraquià de la dècada de 1980.
Fou internacional amb la selecció de futbol de l'Iraq amb la qual participà a la Copa del Món de futbol de 1986.
Pel que fa a clubs, destacà a Al-Talaba SC Bagdad.